# Conocalama occidentalis
Conocalama occidentalis là một loài tò vò trong họ Ichneumonidae.